# 對富人執行社會主義及對窮人執行資本主義
對富人執行社會主義及對窮人執行資本主義是一个经典的政治经济论点，主张在发达资本主义中，国家政策通常通过转移支付等形式确保更多的资源流向富人，而非穷人。
“企业福利”这一术语广泛用于描述政府对大型企业（尤其是跨国公司）提供的优待。对此，最常见的批评之一是，资本主义政治经济体系使大型企业能够从政府干预中获益，这种现象被称为“柠檬社会主义”。这一观点已被多次提出并广泛引用。
该论点的变种包括“将利润私有化，将风险社会化”（或“将收益私有化，将风险社会化”）以及“为穷人提供自由市场，为富人提供国家保护”。

### 进一步阅读
- Harrington, Michael. . 麦克米伦出版社（英语：Macmillan Publishers (United States)）. 1962. ISBN 0-684-82678-X.
- Nader, Ralph. . The New York Times. 1999-05-15  [2019 -12-17]. （原始内容存档于2023-12-30） （美国英语）.
- . web.archive.org. 2018-12-28  [2025-02-10]. 原始内容存档于2018-12-28.
- McLaren, Peter; Farahmandpur, Ramin. . Educational Researcher. 2000, 29 (3): 25–33. JSTOR 1176914.
- Coontz, Stephanie. . The Phi Delta Kappan. 1995, 76 (7): K1–K20. JSTOR 20405392.
- Reich, Michael. . American Economic Review (American Economic Association). 1972, 62 (1–2): 296–303. JSTOR 1821555.
- Frank, Ellen. . The Real News Network. 2008-08-01  [2025-02-10] （美国英语）.
- . web.archive.org. 2018-11-20  [2025-02-10]. 原始内容存档于2018-11-18.
- Joel Bakan. . Free Press. 2004: 151. ISBN 9780743247467.